# Ardeur
Ardeur is een Franse stripreeks geschreven door Daniël Varenne en getekend door Alex Varenne.

## Albums
- 1. Ardeur (1980)
- 2. Warschau (1981)
- 3. Polen (1981)
- 4. Berlin Strasse (1983)
- 5. Ida Mauz (1983)
- 6. Jack Le vengeur (1987)
- Bundeling (2014)